# Vladimir Nazor
Vladimir Nazor (n. 30 mai 1876, Postira (Insula Brac), Imperiul Austro-Ungar – d. 19 iunie 1949, Zagreb, Regatul Iugoslaviei) a fost un poet, prozator, traducător și politician croat. Prin opera sa legată de curentul modernismului european se numără printre cei mai de seamă poeți croați din prima jumătate a secolului al XX-lea. A fost primul  președinte al Saborului (Parlamentului) Croației în legislatura 1945-1949. A fost membru al Partidului Comunist Iugoslav.

## Opera literară
A scris o lirică simbolistă, cu predilecție pentru teme eroice din istoria Croației și miturile autohtone:
- 1900: Slavenske legende („Legende slave”);
- 1912: Hrvatski kraljevi („Regii croați”);
- 1944: Pjesme partzanke („Cântece partizane”).